# アグリ (競走馬)
アグリ（欧字名:Aguri 香:愛勁利、2019年3月4日 - ）は、日本の競走馬。2023年の阪急杯の勝ち馬である。
馬名の意味は、人名より（後述）。

## 戦績

### デビュー前 - 3歳（2022年）
2020年のセレクトセール1歳馬セッションにて、麻布商事に1億500万円で落札された。
2021年6月26日、阪神競馬場第5レースの2歳新馬戦（芝1400m）で、川田将雅を背にデビューし3着。なお、この新馬戦はのちに重賞馬となるドンフランキーとママコチャも出走しており、出世レースとなった。次走、10月23日・東京競馬場第3レースの2歳未勝利戦（芝1600m）で初勝利を収めた。
3歳時は8月28日の札幌競馬場・3歳以上1勝クラス（芝1500m）でシーズン初勝利を収めると、そこから3連勝でオープン入りを果たした。

### 4歳（2023年）
シーズン初戦・初の重賞挑戦として2月26日に阪神競馬場で行われた阪急杯に出走。スタート直後から内を走るメイショウチタンと先行争いを繰り広げ、直線に向いて先頭に立つと、最後は追い上げるダディーズビビッドをクビ差で押し切り4連勝での重賞初制覇を飾った。GI初挑戦となった3月26日の高松宮記念では道中3番手追走から直線で一旦は先頭に立つも不良馬場が響いたのか失速して7着に敗れる。この後、香港に遠征し4月30日に行われたチェアマンズスプリントプライズでは中団で脚を溜めるも直線で伸びを欠いてラッキースワイネスの5着に終わる。秋に入り、9月10日のセントウルステークスでは後方から追い込んでテイエムスパーダの2着に入るも、10月1日に行われたスプリンターズステークスでは前走同様後方で脚を溜め、直線で脚を伸ばしたが7着に敗れる。12月23日の阪神カップでは中団やや後方からレースを進め直線でしぶとく追い上げて3着に入った。

### 5歳（2024年） - 6歳（2025年）
5歳シーズン初戦として1月28日に行われたシルクロードステークスに1番人気で出走。中団追走から直線で懸命に追い込んできたが勝ち馬ルガルから3馬身離された2着に敗れる。その後、サウジアラビアに遠征し、2月24日の1351ターフスプリントに出走するも6着に終わる。帰国後のレースではすべて着外となり、2025年3月16日の米子ステークス6着を最後に、同年6月11日付けでJRAの競走馬登録を抹消された。引退後は乗馬となる予定であるが繋養先は未定。

## 馬名
馬名については人名からの引用であるが、勝利した第67回阪急杯の口取り表彰式で元レーサーの鈴木亜久里（スズキアグリ）が「優勝 馬主」の名札を付けて登壇したため、関係者と判明し同氏の名が由来とされている。

## 競走成績
以下の内容は、JBISサーチ、netkeiba.comおよび香港ジョッキークラブの情報に基づく。
| 競走日     | 競馬場 | 競走名          | 格   | 距離（馬場）  | 頭 数 | 枠 番 | 馬 番 | オッズ （人気） | 着順 | タイム （上がり3F） | 着差  | 騎手        | 斤量 [kg] | 1着馬（2着馬）         | 馬体重 [kg] |
| ---------- | ------ | --------------- | ---- | ------------- | ----- | ----- | ----- | --------------- | ---- | ------------------- | ----- | ----------- | --------- | ---------------------- | ----------- |
| 2021.06.26 | 阪神   | 2歳新馬         |      | 芝1400m（良） | 17    | 5     | 9     | 001.70（1人）   | 03着 | R1:24.5（34.9）     | -0.3  | 0川田将雅   | 54        | タガノフィナーレ       | 474         |
| 0000.10.23 | 東京   | 2歳未勝利       |      | 芝1600m（稍） | 13    | 5     | 7     | 002.30（1人）   | 01着 | R1:35.6（35.0）     | -0.5  | 0川田将雅   | 55        | （ジェットグリッター） | 482         |
| 2022.02.20 | 東京   | 3歳1勝クラス    |      | 芝1600m（重） | 15    | 5     | 9     | 003.30（2人）   | 02着 | R1:34.7（35.8）     | -0.3  | 0川田将雅   | 56        | ラスール               | 488         |
| 0000.04.03 | 阪神   | 3歳1勝クラス    |      | 芝1600m（良） | 13    | 8     | 12    | 003.10（2人）   | 03着 | R1:35.0（34.6）     | -0.1  | 0川田将雅   | 56        | メモリーレゾン         | 486         |
| 0000.07.23 | 札幌   | 3歳上1勝クラス  |      | 芝1200m（稍） | 13    | 8     | 12    | 002.90（2人）   | 04着 | R1:10.4（36.2）     | -0.5  | 0横山和生   | 54        | ドグマ                 | 488         |
| 0000.08.28 | 札幌   | 3歳上1勝クラス  |      | 芝1500m（良） | 14    | 6     | 9     | 002.10（1人）   | 01着 | R1:29.6（34.6）     | -0.2  | 0川田将雅   | 54        | （ディープリッチ）     | 486         |
| 0000.11.12 | 阪神   | 3歳上2勝クラス  |      | 芝1400m（良） | 11    | 7     | 8     | 002.40（1人）   | 01着 | R1:21.9（33.6）     | -0.6  | 0C.デムーロ | 56        | （トーホウラビアン）   | 490         |
| 0000.12.18 | 阪神   | 六甲アイランドS | 3勝  | 芝1400m（良） | 15    | 2     | 2     | 003.70（2人）   | 01着 | R1:20.3（35.2）     | -0.3  | 0松山弘平   | 56        | （ヒメノカリス）       | 494         |
| 2023.02.26 | 阪神   | 阪急杯          | GIII | 芝1400m（良） | 15    | 6     | 11    | 003.80（2人）   | 01着 | R1:19.5（34.1）     | -0.0  | 0横山和生   | 57        | （ダディーズビビッド） | 496         |
| 0000.03.26 | 中京   | 高松宮記念      | GI   | 芝1200m（不） | 18    | 6     | 12    | 006.30（3人）   | 07着 | R1:12.1（36.3）     | -0.6  | 0横山和生   | 58        | ファストフォース       | 492         |
| 0000.04.30 | 沙田   | チェアマンズSP  | G1   | 芝1200m（Gd） | 8     | 8     | 7     | 022.00（5人）   | 05着 | R1:09.44（34.19）   | -1.06 | 0C.デムーロ | 57        | Lucky Sweynesse        | 491         |
| 0000.09.10 | 阪神   | セントウルS     | GII  | 芝1200m（良） | 15    | 5     | 8     | 004.10（2人）   | 02着 | R1:07.4（32.4）     | -0.2  | 0横山典弘   | 57        | テイエムスパーダ       | 492         |
| 0000.10.01 | 中山   | スプリンターズS | GI   | 芝1200m（良） | 15    | 5     | 9     | 004.80（2人）   | 07着 | R1:08.5（33.9）     | -0.5  | 0横山典弘   | 58        | ママコチャ             | 490         |
| 0000.12.23 | 阪神   | 阪神C           | GII  | 芝1400m（良） | 17    | 7     | 14    | 004.10（2人）   | 03着 | R1:19.4（34.1）     | -0.1  | 0C.ルメール | 58        | ウインマーベル         | 500         |
| 2024.01.28 | 京都   | シルクロードS   | GIII | 芝1200m（良） | 18    | 7     | 13    | 002.90（1人）   | 02着 | R1:08.2（33.7）     | -0.5  | 0坂井瑠星   | 58        | ルガル                 | 496         |
| 0000.02.24 | KAA    | 1351ターフSP    | GII  | 芝1200m（良） | 14    |       | 1     | （2人）         | 06着 | R1:18.4             | -0.6  | 0C.ルメール | 57        | Annaf                  | 計不        |
| 0000.08.18 | 中京   | CBC賞           | GIII | 芝1200m（良） | 18    | 8     | 16    | 006.70（4人）   | 17着 | R1:08.5（34.3）     | -1.0  | 0西村淳也   | 58.5      | ドロップオブライト     | 494         |
| 0000.10.26 | 京都   | スワンS         | GII  | 芝1400m（良） | 17    | 7     | 14    | 004.80（3人）   | 10着 | R1:21.0（35.4）     | -0.5  | 0C.デムーロ | 57        | ダノンマッキンリー     | 504         |
| 0000.11.24 | 京都   | 京阪杯          | GIII | 芝1200m（良） | 18    | 3     | 6     | 007.80（5人）   | 08着 | R1:08.3（33.5）     | -0.6  | 0斎藤新     | 57        | ビッグシーザー         | 500         |
| 2025.02.22 | 京都   | 阪急杯          | GIII | 芝1400m（良） | 18    | 6     | 11    | 020.60（8人）   | 11着 | R1:22.4（34.6）     | -0.7  | 0吉田隼人   | 57        | カンチェンジュンガ     | 502         |
| 0000.03.16 | 阪神   | 米子城S         | OP   | 芝1200m（重） | 16    | 1     | 2     | 015.00（6人）   | 06着 | R1:09.6（34.8）     | -0.9  | 0吉村誠之助 | 58        | カルチャーデイ         | 494         |

- 海外の競走の「枠番」欄にはゲート番を記載
- 香港のオッズ・人気は香港ジョッキークラブのもの（日本式のオッズ表記とした）

## 血統表
| アグリの血統                                      | アグリの血統                 | アグリの血統        | （血統表の出典）    | （血統表の出典） |
| 父系                                              | ストームキャット系           | ストームキャット系  | ストームキャット系  | [ § 2 ]          |
| 父 *カラヴァッジオ Caravaggio 2014 芦毛           | 父の父Scat Daddy 2004 黒鹿毛 | *ヨハネスブルグ     | Hennessy            | Hennessy         |
| 父 *カラヴァッジオ Caravaggio 2014 芦毛           | 父の父Scat Daddy 2004 黒鹿毛 | *ヨハネスブルグ     | Myth                |                  |
| 父 *カラヴァッジオ Caravaggio 2014 芦毛           | 父の父Scat Daddy 2004 黒鹿毛 | Love Style          | Mr Prospector       | Mr Prospector    |
| 父 *カラヴァッジオ Caravaggio 2014 芦毛           | 父の父Scat Daddy 2004 黒鹿毛 | Love Style          | Likeable Style      |                  |
| 父 *カラヴァッジオ Caravaggio 2014 芦毛           | 父の母Mekko Hokte 2000 芦毛  | Holy Bull           | Great Above         | Great Above      |
| 父 *カラヴァッジオ Caravaggio 2014 芦毛           | 父の母Mekko Hokte 2000 芦毛  | Holy Bull           | Sharon Brown        |                  |
| 父 *カラヴァッジオ Caravaggio 2014 芦毛           | 父の母Mekko Hokte 2000 芦毛  | Aerosilver          | Relaunch            | Relaunch         |
| 父 *カラヴァッジオ Caravaggio 2014 芦毛           | 父の母Mekko Hokte 2000 芦毛  | Aerosilver          | Silver In Flight    |                  |
| 母 *オールドタイムワルツ Old Time Waltz 2014 鹿毛 | 母の父War Front 2002 鹿毛    | Danzig              | Northern Dancer     | Northern Dancer  |
| 母 *オールドタイムワルツ Old Time Waltz 2014 鹿毛 | 母の父War Front 2002 鹿毛    | Danzig              | Pas de Nom          |                  |
| 母 *オールドタイムワルツ Old Time Waltz 2014 鹿毛 | 母の父War Front 2002 鹿毛    | Starry Dreamer      | Rubiano             | Rubiano          |
| 母 *オールドタイムワルツ Old Time Waltz 2014 鹿毛 | 母の父War Front 2002 鹿毛    | Starry Dreamer      | Lara's Star         |                  |
| 母 *オールドタイムワルツ Old Time Waltz 2014 鹿毛 | 母の母Together 2008 鹿毛     | Galileo             | Sadler's Wells      | Sadler's Wells   |
| 母 *オールドタイムワルツ Old Time Waltz 2014 鹿毛 | 母の母Together 2008 鹿毛     | Galileo             | Urban Sea           |                  |
| 母 *オールドタイムワルツ Old Time Waltz 2014 鹿毛 | 母の母Together 2008 鹿毛     | Shadow Song         | Pennekamp           | Pennekamp        |
| 母 *オールドタイムワルツ Old Time Waltz 2014 鹿毛 | 母の母Together 2008 鹿毛     | Shadow Song         | *イブニングエアー   |                  |
| 母系(F-No.)                                       | (FN:9-f)                     | (FN:9-f)            | (FN:9-f)            | [ § 3 ]          |
| 5代内の近親交配                                   | Northern Dancer 4×5          | Northern Dancer 4×5 | Northern Dancer 4×5 | [ § 4 ]          |
| 出典                                              | 1. 2. 3. 4.                  | 1. 2. 3. 4.         | 1. 2. 3. 4.         | 1. 2. 3. 4.      |

- 祖母Togetherは2011年クイーンエリザベス2世チャレンジカップステークス 勝ち馬で英1000ギニー、愛1000ギニーなどGIで2着が5回ある。
- そのほかの近親にヴェローチェエラ（2025年函館記念）